# Johnny Lewis

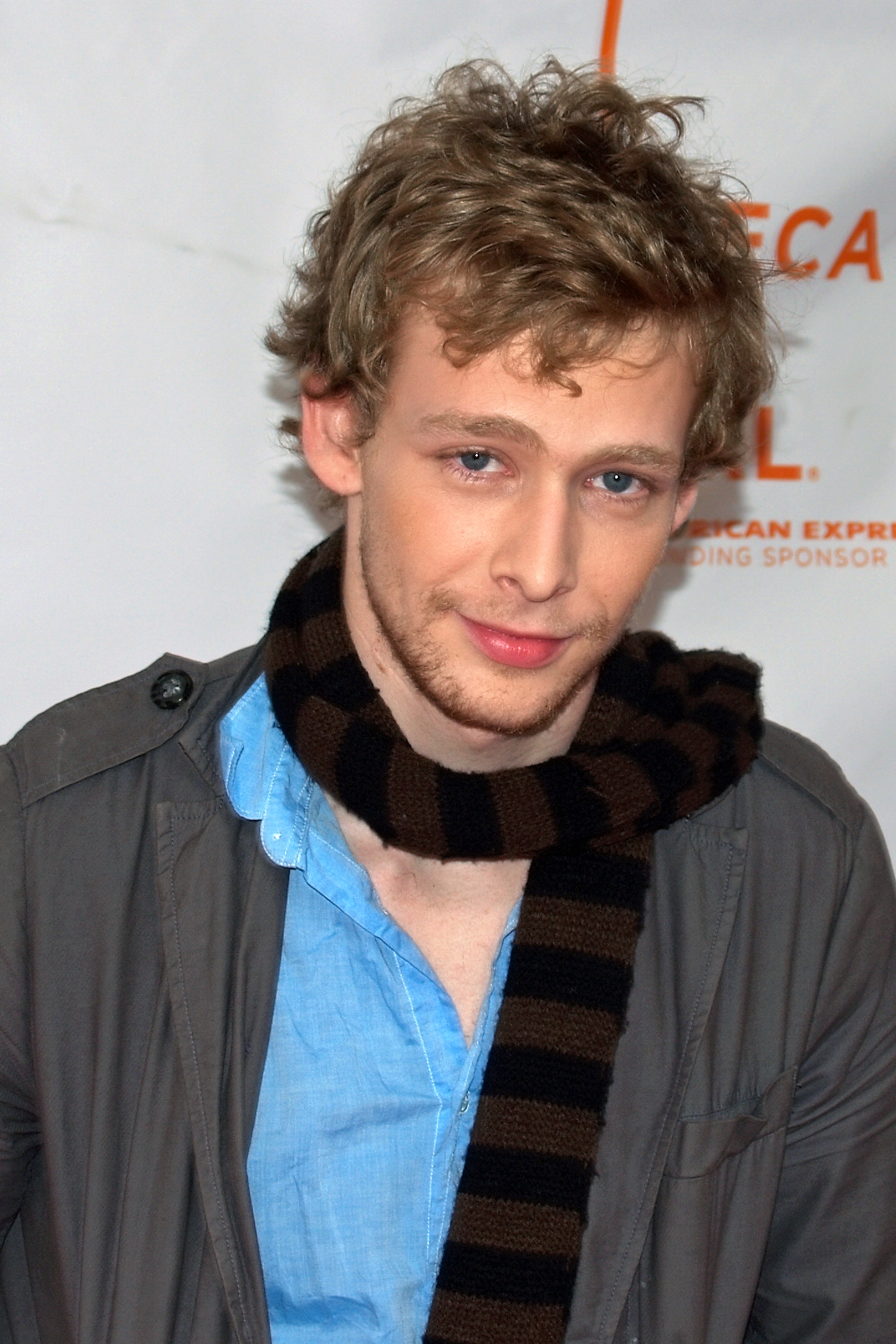
Johnny Lewis auf dem Tribeca Film Festival, 2007

Jonathan Kendrick „Johnny“ Lewis (* 29. Oktober 1983 in Los Angeles, Kalifornien; † 26. September 2012 ebenda) war ein US-amerikanisch-kanadischer Schauspieler. Bekannt wurde er durch die Fernsehserien O.C., California und Sons of Anarchy. 

## Leben
Johnny Lewis wuchs als zweites von drei Kindern von Divona und Michael Lewis in seiner Geburtsstadt Los Angeles auf. Er war in der Schule ein Problemkind und wurde daher eine Zeit lang von seiner Mutter zu Hause unterrichtet. Im Anschluss daran ging er auf eine kleine Privatschule und schließlich – mit etwa 14 Jahren – auf eine Schauspielschule.

In Deutschland wurde er bekannt durch die Fernsehserie American High – Hier steigt die Party!, wo er Gilby van Horn verkörperte, und O.C., California, in der er in der dritten Staffel Dennis „Chili“ Childress darstellte. 2004 war er in dem Film Raise Your Voice – Lebe deinen Traum (mit Hilary Duff) als Engelbert „Kiwi“ Wilson zu sehen. In der Serie Sons of Anarchy verkörpert er Half- sack Epps. Er war von 2005 bis 2006 mit der Sängerin Katy Perry liiert.
Am 26. September 2012 wurde Lewis in der Auffahrt einer Villa in Los Angeles tot aufgefunden. In der Villa befanden sich die Leiche seiner 81-jährigen Vermieterin Catherine Davis sowie ihrer Katze. Die Polizei identifizierte Lewis als den Täter. Der Bericht der Gerichtsmedizin geht davon aus, dass Lewis auf seiner Flucht vom Tatort durch einen Sprung vom Balkon verunglückte. Medien zufolge galt Lewis zuletzt als psychisch labil und hatte Drogenprobleme.

## Filmografie (Auswahl)
- 2000: The Sausage Factory
- 2001: American High – Hier steigt die Party! (The Sausage Factory)
- 2001: Undressed – Wer mit wem? (MTV's Undressed, 4. Staffel)
- 2003/2004: American Dreams
- 2004: Raise Your Voice – Lebe deinen Traum (Raise Your Voice)
- 2005: Pretty Persuasion
- 2005: Underclassman
- 2005/2006: O.C., California
- 2006: Untitled Brad Copeland Project
- 2006: Teen Cop
- 2007: Palo Alto
- 2007: Aliens vs. Predator 2 (Aliens vs. Predator: Requiem)
- 2008: Ein tödlicher Anruf (One Missed Call)
- 2008: Felon
- 2008–2009: Sons of Anarchy
- 2011: Lovely Molly

### Gastauftritte
- 2000: Eine himmlische Familie (7th Heaven, Folge 5.09)
- 2000: Malcolm mittendrin (Malcolm in the Middle, Folge 2.08)
- 2001: Für alle Fälle Amy (Judging Amy, Folge 3.09)
- 2002: The Guardian – Retter mit Herz (The Guardian, Folge 1.18)
- 2002: Yes, Dear (Folge 2.24)
- 2001–2003: Boston Public (Folgen 1.09, 3.03, 3.12, 3.17)
- 2004: Drake & Josh (Folgen 1.03 – 1.06)
- 2004: Quintuplets (Folgen 1.06, 1.08, 1.11)
- 2005: Smallville (Folge 5.03)
- 2006: CSI – Den Tätern auf der Spur (CSI: Crime Scene Investigation, Folge 6.16)
- 2007: Bones – Die Knochenjägerin (Episode 2.17)
- 2008: Cold Case – Kein Opfer ist je vergessen (Cold Case, Folge 5.13)
- 2009: Criminal Minds – Ich bin viele